# Râul Cioara, Sălaj
Râul Cioara este un curs de apă, afluent al râului Sălaj. 